# Glauke (planetoïde)
(288) Glauke is een planetoïde in de planetoïdengordel tussen de banen van de planeten Mars en Jupiter. Glauke draait in 4,574 jaar om de zon, in een sterk ellipsvormige baan die ongeveer 4° helt ten opzichte van de ecliptica. De afstand tot de zon varieert tijdens een omloop tussen de 2,176 en 3,335 astronomische eenheden.

## Ontdekking en naamgeving
Glauke werd op 20 februari 1890 ontdekt door de Duitse astronoom Robert Luther in Düsseldorf. Ze was de laatste van in totaal 24 planetoïden die Luther ontdekte.
Glauke is genoemd naar Glauke, in de Griekse mythologie een dochter van koning Creon van Korinthe. In de mythologie werd Glauke door de heks Medea om het leven gebracht.

## Eigenschappen
Glauke wordt door spectraalanalyse ingedeeld bij de S-type planetoïden, wat betekent dat ze een relatief hoog albedo heeft en een licht oppervlak. S-planetoïden bestaan voor het grootste deel uit silicaten. 
Glauke draait in bijna 50 dagen om haar eigen as. Daarmee is ze zover bekend de traagst roterende planetoïde. In het zonnestelsel hebben alleen de planeten Venus en Mercurius een nog tragere rotatie. Vermoedelijk heeft Glauke net als (4179) Toutatis een onregelmatige rotatie.